# 阿格诺尔·马里亚·戈武霍夫斯基
阿格诺尔·马利亚·戈武霍夫斯基（1849年3月25日—1921年3月28日），奥匈帝国政治家、外交官，他自1895年至1906年期间担任奥匈帝国外交大臣。由于奥俄两国因争夺黑海海峡的控制权而不断升级矛盾，他在任内致力于缓和奥地利与俄罗斯帝国的关系。他曾于1907年起在奥匈帝国上议院领导“波兰集团”，并主张未来征服波兰后将其与奥匈帝国合并以建立三元制君主国。